# Phostria latiapicalis
Phostria latiapicalis là một loài bướm đêm trong họ Crambidae.